# Орландис, Хосе
Хосе́ Орла́ндис Рови́ра (исп. José Orlandis Rovira; 29 апреля 1918, Пальма-де-Мальорка — 24 декабря 2010, там же) — известный историк Католической церкви и юрист.

## Биография
Родился 29 апреля 1918 года в Пальма-де-Мальорка, в Испании.
С 1939 года был активным членом движения «Опус Деи». В 1942 году стал профессором права, в 1946 году рукоположен во священника «Опус Деи».
Занимал пост президента Арагонской академии общественных наук, являлся первым директором и деканом факультета канонического права Института истории Церкви при Университете Наварры (Памплона), заместителем декана факультета права Сарагосы. Долгое время возглавлял Совет международных консультантов Ежегодника по истории Церкви.
В 2006 году за свою научную деятельность Ровира был удостоен премии Рамона Льюля.
В последние годы жизни его основной деятельностью было пастырское служение на Майорке, где историк и скончался 24 декабря 2010 года.

## Научные труды
Хосе Орландис был автором более 30 книг и 200 статей на историко-канонические темы. Его исследование об эпохе визиготов в Испании является одной из важнейших историко-культурных работ в области раннего средневековья.
На испанском
- La vida en España en tiempo de los godos.
- Ciento veinticinco años de escuela laica en Francia (2005).
- Cuando la vida se alarga (2005).
- Europa y sus raíces cristianas (2004).
- Islas que miran hacia Levante: Las Baleares y el Mediterráneo (2003).
- Estampas de la guerra en la España visigoda (2001).
- El Papa Pío XII (1997).
- Mons. Alvaro del Portillo (1914—1994) (1995).
- Libertad interior y « realismo teologal» en la doctrina conciliar visigoda (1993).
- Laicos y monasterios en la España Medieval (1987).
- Los laicos en los Concilios visigodos (1980).
- El derecho a la libertad escolar (1979).
- Historia breve del cristianismo (1999).
- Historia de Iglesia: iniciación teológica (2002).
- Historia de la Iglesia: la Iglesia antigua y medieval (1998]).
- La aventura de la vida eterna (2005).
- La vida cristiana en el siglo XXI (2001).
- Los signos de los tiempos.
- La vida vista a los noventa años (2008).

На английском
- Short History of the Catholic Church by Jose Orlandis and Michael Adams